# MaiR
MaiR（メア）は、日本のバーチャルYouTuber、歌手。デビューから2021年2月28日までは、星乃 めあ（ほしの めあ）名義で活動していた。所属事務所・レーベルは「ALIVE MUSIX」（発足から2021年2月28日までの事務所名は「夢見坂学院」、レーベル名は「yumemizaka high school」）。

## 概要
バーチャルシンガーとして活動している夢見坂学院に通う高校2年生。スーパースターになることを目指し、歌ってみた動画、オリジナル曲を中心に様々な事にチャレンジしている。全身全霊で力強く唄うスタイルが特徴でロックからポップスまで巧みに唄いこなす。歌声からは想像できない「アホの子」であり、そのギャップがファンの間で親しまれている。

## 来歴
2018年
- 7月9日、YouTubeにチャンネルを開設。
- 9月9日、3Dモデルを初公開。

2019年
- 8月6日、仙台駅前の商業施設EBeanSにて館内放送を担当。
- 10月27日、1stシングル『Step up Super Star!!』を配信
- 11月25日 - 2020年2月1日、CAMPFIREにて1stアルバム制作のためのクラウドファンディングを実施。

2020年
- 1月1日 - 1月31日、オノデンの街頭ビジョンにて放送された、秋葉原エンタスとバーチャルYouTuberのコラボビジョンCMに出演。
- 4月29日、1stアルバム『START!!』を販売。
- 8月15日、チャンネル登録者数が10万人を突破。

2021年
- 2月28日、オンラインライブ『MaiR - Shout My Live -』にて新3Dビジュアルを披露し、これ以降のアーティスト活動の名義を「MaiR」に改名することと、所属事務所の夢見坂学院がクリエイターチーム「ALIVE MUSIX」となったことを発表。
- 3月1日、改名後初となるシングル『Shout My Life』を配信。
- 7月26日 - 9月30日、CAMPFIREにて2ndワンマンライブ開催および2ndアルバム制作のためのクラウドファンディングを実施。

## 出演

### テレビアニメ
- 彗星のフロイライン（2022年3月31日[11]、MaiR〈本人役〉）

### ゲーム
- ビーナスイレブンびびっど!（2021年3月11日 - 3月17日[12]、MaiR〈本人役〉）

### テレビ番組
- てれまさむね（2020年10月22日[13]、NHK仙台放送局）

### ラジオ番組
- エフエム秋田「mix」（2022年6月16日、※ラジオコメント出演）
- Date fm「tracks」（2022年7月2日、※ラジオコメント出演）
- エフエム岩手「夕刊ラジオ（YOU CAN RADIO）」（2022年7月12日、※ラジオコメント出演）

### ライブ
「*」はオンライン会場。
- 星乃めあ 1st VR ワンマンライブ in cluster（2019年8月24日[14]、cluster*）
- 星乃めあ 2nd VR LIVE★in VARK LIVE! #04（2020年7月25日[15]、VARK*）
- 星乃めあ 1st ワンマンライブ Merry Star Tours!!（2020年9月13日[16]、SPWN*）
- MaiR 2nd ONE-MAN LIVE SUPERB!!!（2021年12月11日[17]、池袋harevutai・SPWN*）

### イベント
「*」はオンライン会場。
2019年
- TUBEOUT! SESSIONS（3月23日、池袋HUMAXシネマズ）
- Vカラオフ！3！（8月30日、秋葉原エンタス）
- 東京ゲームショウ2019（9月12日 - 9月15日、幕張メッセ） - Vカツブース内の「めあめあおしゃべりコーナー」に出演
- なとフェス（10月13日、名取駅東口） - 令和元年東日本台風の影響により開催中止
- 仙台アニメフェス2019（10月19日、みやぎ産業交流センター） - グリーンステージに出演
- わくわく！VTuberひろば Vol.2（11月16日、BitStar本社ラウンジ） - 第1部に参加
- バーチャルスナック in AKIHABARA（12月13日、DUB GALLERY AKIHABARA）
- ナゴヤVTuberまつり（12月15日、中京テレビ放送 社屋内ホール・エントランス） - 音楽ステージゲスト
- TUBEOUT! COUNT DOWN（12月31日、YouTube*）

2020年
- 「星乃めあ」出張！めあめあおしゃべりタイム In 秋葉原（1月13日、AKIHABARAゲーマーズ本店）
- VirtuaREAL.01
  - OSAKA（1月19日、大阪府大阪市 club JOULE）
  - TOKYO（1月25日、東京都渋谷区 duo MUSIC EXCHANGE）

- VSiNGs -Wintering2020-（2月21日、cluster*）
- わくわく！VTuberひろば すぺしゃる♪（2月29日・3月1日、ベルサール半蔵門） - 新型コロナウイルス感染症の拡大により開催中止
- TUBEOUT! Vol.3（3月7日、池袋HUMAXシネマズ・109シネマズ大阪エキスポシティ）
- みちのくアニソンフェス2020 〜Eastern Gale（3月8日、女川町生涯学習センターホール） - 新型コロナウイルス感染症の拡大により公演中止
- VirtuaREAL MIX.01 mixed by DJ TAMU（5月24日、Twitch*）
- VTuberおバカぐらんぷり（7月6日、LIVEPARK*）
- JAPAN EXPO MALAYSIA 2020（7月18日・7月19日、YouTube*・Facebook*）
- TOKYO IDOL FESTIVAL オンライン 2020（10月3日、SPWN*） - バーチャル TIFに出演
- VUCCANEER（10月11日、秋葉原エンタス）
- SHINKAI FES（12月19日、YouTube*）
- Virtual Music Award 2020（12月28日、TACHIKAWA STAGE GARDEN）

2021年
- VTuber Fes. UnderLine powered by COMP（2月7日、YouTube*・REALITY*）
- TUBEOUT! vol.8（5月1日、SPWN*）
- LAST V STANDiNG vol.3（6月13日、YouTube*）
- Virtual Music Award 2021 SUMMER（6月13日、ミクチャ*）
- TUBEOUT!FES -2021 WINTER-（12月28日、Veats SHIBUYA・Studio Freedom・Spotify O-nest・LOFT9 shibuya・SPWN*）

2022年
- VTuber Fes Japan 2022 Supported by Paidy - DAY1（3月28日、幕張メッセ、オンライン配信）
- V-Carnival vol.2 - Day1 （6月11日、オンライン配信）
- Virtual Music Award 2022 SUMMER - DAY1夜（7月16日、オンライン配信）
- JM梅田ミュージックフェス2022 SUMMER（8月15日、オンライン配信）

## ディスコグラフィ
|     | タイトル                       | 配信日         |
| --- | ------------------------------ | -------------- |
| 1st | Step up Super Star!!           | 2019年10月27日 |
| 2nd | ドリームトリップ               | 2019年⁦⁦⁦11月24日 |
| 3rd | 彗星。                         | 2019年12月25日 |
| 4th | 暴想INVENTION (feat. コーサカ) | 2021年2月10日  |
| 5th | Shout My Life                  | 2021年3月1日   |

| タイトル                    | 作詞                                | 作曲         | 編曲                 | MV公開日       |
| --------------------------- | ----------------------------------- | ------------ | -------------------- | -------------- |
| Step up Super Star!!        | 星乃めあ                            | 副部長       | イエティ吉澤         | 2019年12月1日  |
| ドリームトリップ            | 星乃めあ                            | 副部長       | イエティ吉澤         | 2019年⁦⁦⁦12月30日 |
| 彗星。                      | 難波研                              | 難波研       | 難波研               | 2020年2月28日  |
| 星空のglitter               | 井口イチロウ                        | 井口イチロウ | SCRAMBLES            | 2020年5月7日   |
| 夢の扉                      | 田仲圭太                            | 田仲圭太     | SCRAMBLES EAST       | 2020年5月15日  |
| GROUND-ZERO                 | mampuku                             | mampuku      | mampuku              | 2020年5月31日  |
| サマー☆フロート             | 雨音あられ                          | 雨音あられ   | イエティ吉澤         | （未公開）     |
| Blue Star                   | 難波研                              | 難波研       | 難波研               | （未公開）     |
| Brave it out                | 星乃めあ、副部長                    | 副部長       | 副部長、イエティ吉澤 | 2020年8月2日   |
| スピカ                      | 難波研                              | 難波研       | 難波研               | 2020年7月3日   |
| キミとミライ                | 星乃めあ                            | 副部長       | 副部長、イエティ吉澤 | （未公開）     |
| 暴想INVENTION feat.コーサカ | mampuku、高坂はしやん（ラップ歌詞） | mampuku      | mampuku              | 2021年2月5日   |
| Shout My Life               | Q-MHz                               | Q-MHz        | Q-MHz、佐高陵平      | 2021年3月1日   |
| DRiVE ME CRaZY              | MaiR、FKBC                          | FKBC         | FKBC                 | （未公開）     |
| ナミダアステリズム          | 草野華余子                          | 草野華余子   | ANCHOR               | （未公開）     |
| 絶対！愛のハートビート      | mampuku                             | mampuku      | mampuku              | （未公開）     |
| 聲                          | MaiR                                | mampuku      | mampuku              | （未公開）     |
| Transgression               | 虎落ブエ                            | 児島亮介     | 児島亮介             | （未公開）     |
| B!A!N!G!                    | MaiR、イエティ吉澤                  | イエティ吉澤 | イエティ吉澤         | （未公開）     |
| ...Letter...                | 難波研                              | 難波研       | 難波研               | （未公開）     |
| 約束                        | MaiR                                | FKBC         | FKBC                 | （未公開）     |
| スーパースター              | さめのぽき                          | さめのぽき   | さめのぽき           | （未公開）     |

| タイトル                       | 収録アルバム                                              | 発売日         |
| ------------------------------ | --------------------------------------------------------- | -------------- |
| Starlight                      | VirtuaREAL.01                                             | 2020年1月19日  |
| Step up Super Star!!           | VirtuaREAL MIX.01 mixed by DJ TAMU                        | 2020年5月24日  |
| 極星のエチュード               | VUCCANEER                                                 | 2020年8月26日  |
| ほしのうた                     | VUCCANEER                                                 | 2020年8月26日  |
| リトルプリュム                 | まいてつ Last Run!! VTuber Cover Selection                | 2020年10月30日 |
| Starlight (KAN TAKAHIKO Remix) | VirtuaREAL BEST.01                                        | 2021年9月2日   |
| ジェノサイドソウ・ヘブン       | IMAGINATION vol.4 ~戦姫絶唱シンフォギア 10 YEARS TRIBUTE~ | 2022年3月23日  |

## タイアップ
- Zeeny Lights 2（2021年12月15日 - 2022年1月31日[55]）